# Джон Пірс
Джон Робінсон Пірс (англ. John R. Pierce; 27 березня 1910 — 2 квітня 2002) — американський інженер і автор назви «transistor». Він активно працював у галузі радіозв'язку, мікрохвильової технології, комп'ютерної музики, психоакустики, та наукової фантастики. Народився в Де-Мойн, штат Айова, здобув ступінь доктора філософії в Каліфорнійському технологічному інституті, і помер у Саннівейл, Каліфорнія.
Винахід транзистора приписується трьом співробітникам лабораторії Bell: Джону Бардіну (John Bardeen), Волтеру Браттейну (Walter Brattain) та Вільяму Шоклі (William Shockley). У 1956 році вони отримали Нобелівську премію за заслуги в галузі хімії. Назву транзистору придумав Джон Р. Пірс, науковий співробітник знаменитої Bell Telephone Laboratories. У травні 1948 року компанія зупинилася на його варіанті — це була найвдаліша назва для винаходу, якому в той час налічувалося шість-сім місяців від народження. Назва є комбінацією слів «transconductance» (крутість характеристики) і «variable resistor» («varistor») (змінний резистор, варістор).